# Ixtapangajoya
Ixtapangajoya là một đô thị thuộc bang Chiapas, México. Năm 2005, dân số của đô thị này là 4911 người.